# Richard Edgcumbe
Richard Edgcumbe (ou Edgecombe), né vers 1443 et mort le 8 septembre 1489, est un courtisan et noble anglais.

## Biographie
Il est le fils de Piers Edgecumbe de Cotehele, village situé près de Calstock en Cornouailles, et d'Elizabeth Holland. De 1467 à 1468, il est Member of Parliament pour la ville de Tavistock. Il est Lancastrien et ses terres lui sont confisquées par le Yorkiste Édouard IV en 1471. Elles lui sont cependant rendues dès l'année suivante.
Mécontent de l'usurpation de Richard III en 1483 et de la rumeur de l'assassinat des Princes de la Tour, Edgcumbe rejoint la rébellion de Buckingham qui vise à renverser Richard et à le remplacer par le Lancastrien Henri Tudor. Lorsque la rébellion s'effondre, une troupe de soldats commandée par Henry Trenowth de Bodrugan (connu pour sa brutalité) est envoyée pour capturer Edgcumbe. Ce dernier se réfugie dans un bois près de Cotehele mais est néanmoins découvert. Il remplit alors une partie de ses habits avec des cailloux et les jette dans une rivière pour faire croire à ses agresseurs qu'il s'est noyé : il échappe ainsi à une mort certaine. Ayant retrouvé en Bretagne Henri Tudor, il retourne avec lui en Angleterre en 1485 pour renverser Richard III. Edgcumbe est adoubé après la bataille de Bosworth, qui offre le trône à Henri Tudor.
Edgcumbe détient de nombreux postes lors du règne d'Henri VII : il est à nouveau député de Tavistock en 1485, conseiller privé, chancelier de l'Échiquier, contrôleur de la maison royale, shérif du Devon en 1487 et ambassadeur en Écosse.
Il accomplit plusieurs missions pour le roi. En 1486, il est chargé d'arrêter Francis Lovell, qui est entré en rébellion dans le Yorkshire. En 1488, après la défaite de Lambert Simnel à la bataille de Stoke, il part en Irlande recevoir la fidélité des nobles anglo-irlandais qui avaient soutenu Simnel. Il accepte l'hommage de Gerald FitzGerald, 8e comte de Kildare, le plus puissant des magnats anglo-irlandais et le partenaire principal de la couronne d'Angleterre en Irlande. Il fait cependant preuve de fermeté en refusant de pardonner à James Keating, le prieur de Kilmainham.
Lors de sa dernière mission pour négocier une trêve avec Anne de Bretagne, Edgcumbe meurt à Morlaix le 8 septembre 1489 et y est enterré. Sa tombe est détruite pendant la Révolution française.

## Mariage et descendance
Richard Edgcumbe épouse Joan Tremayne du Devon, qui lui donne cinq enfants, dont son héritier, Piers Edgcumbe. Les descendants de Piers détiennent depuis 1789 le titre de comte de Mount Edgcumbe.